# Luxori templom
A luxori templom vagy lukszori templom (egyiptomi nyelven Ipet reszut, „déli hárem”) ókori egyiptomi templomkomplexum a Nílus keleti partján, Luxor városában (az ókori Thébában). A thébai háromság, Ámon, Mut és Honszu tiszteletére épült, akárcsak a közeli karnaki templomegyüttes. Az újbirodalom idején az Opet-ünnep fő helyszíne volt.
A területen már a középbirodalom kora óta templomok álltak. A ma álló templomot III. Amenhotep kezdte építeni uralkodásának közepe táján; a szentélyek, köztük az Amenhotep isteni születését ábrázoló képekkel díszített helyiség már a 30. évre, az uralkodó első szed-ünnepére elkészültek. II. Ramszesz idején a templom jelentős bővítésen esett át, később több uralkodó is kisebb bővítéseket végzett rajta. A 3. század végétől 7. századig római (bizánci) katonai táborként funkcionált, amelynek központi részén egy rövid ideig pogány templom, majd keresztény szentély is működött, majd az arab hódítás után az Abu el-Haggag mecset épült efölé. Így a luxori templom gyakorlatilag több mint 3000 éve megszakítás nélkül vallási jelentőségű helyként funkcionál.
A templom teljes hossza 189,89 méter, legnagyobb szélessége 55,17 méter.

## Története
A terület már legalább a XII. dinasztia óta Ámon szent helye, és korábban is templomok álltak itt; Hatsepszut is folytatott itt nagyobb építkezéseket, de ezeknek az épületeknek a nagy része nem maradt fenn. A ma álló templomot III. Amenhotep idején kezdték el építeni. A munkálatokat fáraó főépítészei, egy testvérpár, Szuti és Hór irányították. Először az épület legdélebbi magva épült fel, mely megemelt talapzaton áll, majd ez elé északra egy ún, napudvart építtetett, melyet minden oldalról oszlopsor övezett, és délen egy 32 oszlopos kisebb udvarba nyílt, mely a templomba vezetett. Megkezdődött egy 100 méter hosszú, 14 papiruszoszlopból (papiruszt utánzó formájú oszlopból) álló oszlopsor építése is, melyet – az Amarna-kor után – Tutanhamon uralkodása alatt fejeztek be.

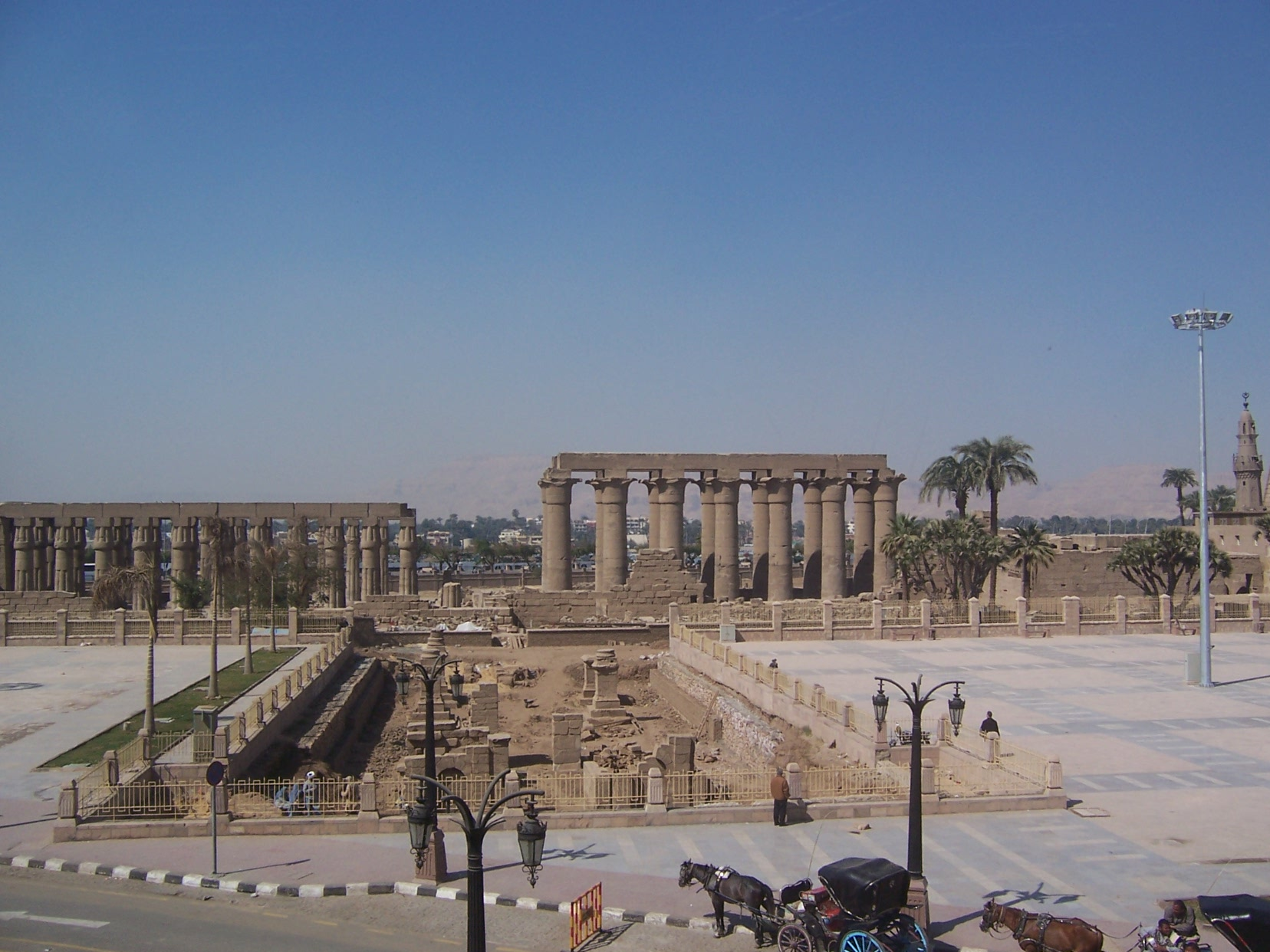
A luxori templom

Az Amarna-korban Ehnaton napszentélyt építtetett a luxori templom mellett; ezt később, Horemheb uralkodása idején lebontották, hasonlóan Ehnaton más építményeihez.
II. Ramszesz idején az oszlopsortól északra újabb oszlopokkal körülvett udvar épült, elé a templom új főbejárata, hatalmas pülónokkal. Ez az udvar nem a templom eddigi tengelyére épült, hanem kicsit attól elfordulva, hogy Karnak felé nézzen, és hogy magába foglalhassa a már korábban, Hatsepszut és III. Thotmesz idején Ámon, Mut és Honszu szent bárkáinak emelt bárkaszentélyeket, melyeket Ramszesz később újjáépíttetett. Ezek a bárkaszentélyek voltak az utolsók abból a hat állomásból, amik a Karnakból Luxorba vezető felvonulási út mentén álltak.
A későkorban Sabaka emeltetett oszlopos pavilont a pülónok elé, majd I. Nektanebó – aki szfinxeket állíttatott a Karnakba vezető út mellé – előudvart építtetett ide.
A templom a 290-es években,  Diocletianus császár uralkodása idején történt átépítése után egy katonai tábor, castrum részét képezte. Mai neve ennek köszönhető: az erődítményt jelentő arab al-ukszur szóból származik. Később keresztény templom és kolostor épült a templom területén, majd a 13. században felépült a ma is használatos Abu el-Haggag mecset.

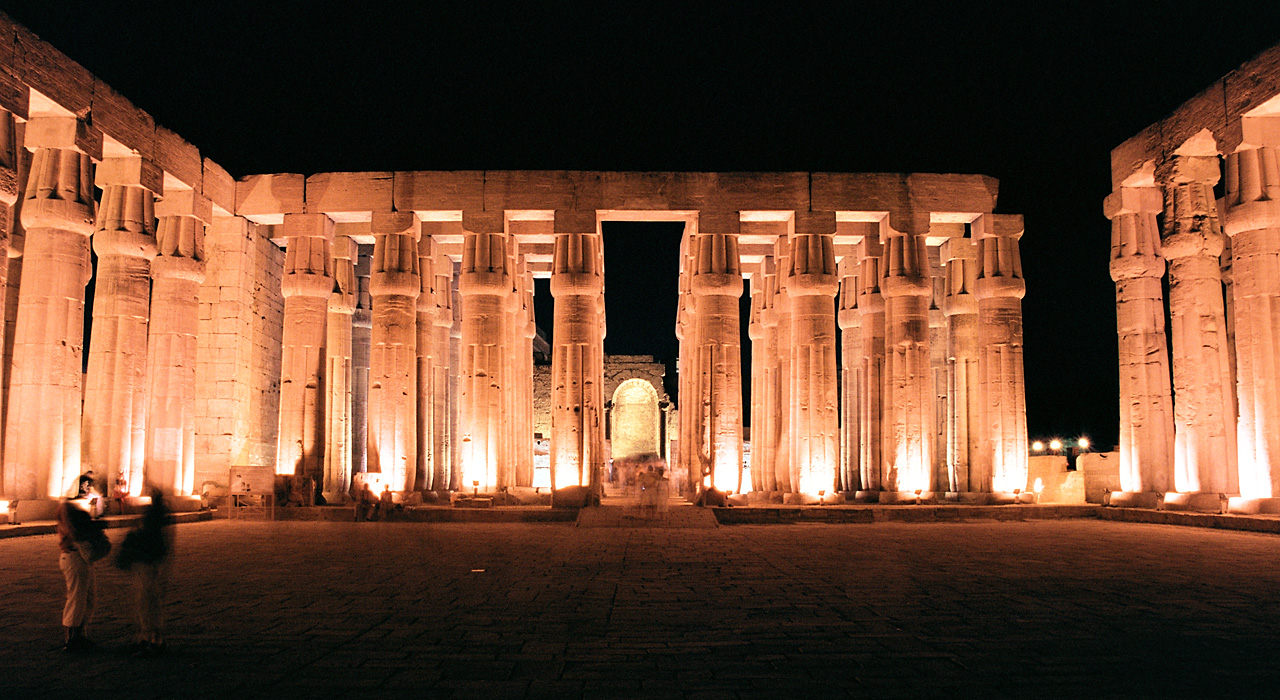
A napudvar, mögötte a rómaiak által kialakított kápolna éjjel

1989-ben a napudvarban elásva 26 szobrot találtak – istenek, istennők, királyok, királynék, istenített uralkodók, háromságok szobrait, köztük III. Amenhotep hatalmas kvarcitszobrát. Ezeket a 4. században rejthették el itt. Ma a Luxori Múzeumban őrzik őket.
2007 szeptemberében az Abu el-Haggag mecsetnek egy tűzeset utáni helyreállítása során eddig fel nem fedezett ókori domborműveket, feliratokat és oszloprészeket találtak, melyek II. Ramszesz idején készültek, és jó állapotban fennmaradtak, annak köszönhetően, hogy a mecset építői nem pusztították el, hanem csak vakolattal letakarták őket. A vakolatréteg megvédte az ábrázolásokat és feliratokat, melyek többek közt azt ábrázolják, ahogy Ramszesz felállítja két, Ámon-Rének ajánlott obeliszkjét. A feliratok különösen érdekesek, mivel a kriptografikus írásmód legszebb példái közé tartoznak, azaz minden egyes hieroglifa egy teljes szót, kifejezést vagy fogalmat jelenthet.
A lelet dilemmát vetett fel, mert az iszlám tiltja az emberek és állatok ábrázolását, és a jelenetek közt ilyenek is láthatóak, eltávolításuk azonban veszélyeztetné a mecset épségét. A kutatók megkezdték a tárgyalást a mecset vezetőivel, a kompromisszumos javaslatok közt szerepel, hogy az ábrázolásokat letakarják.

## Felépítése

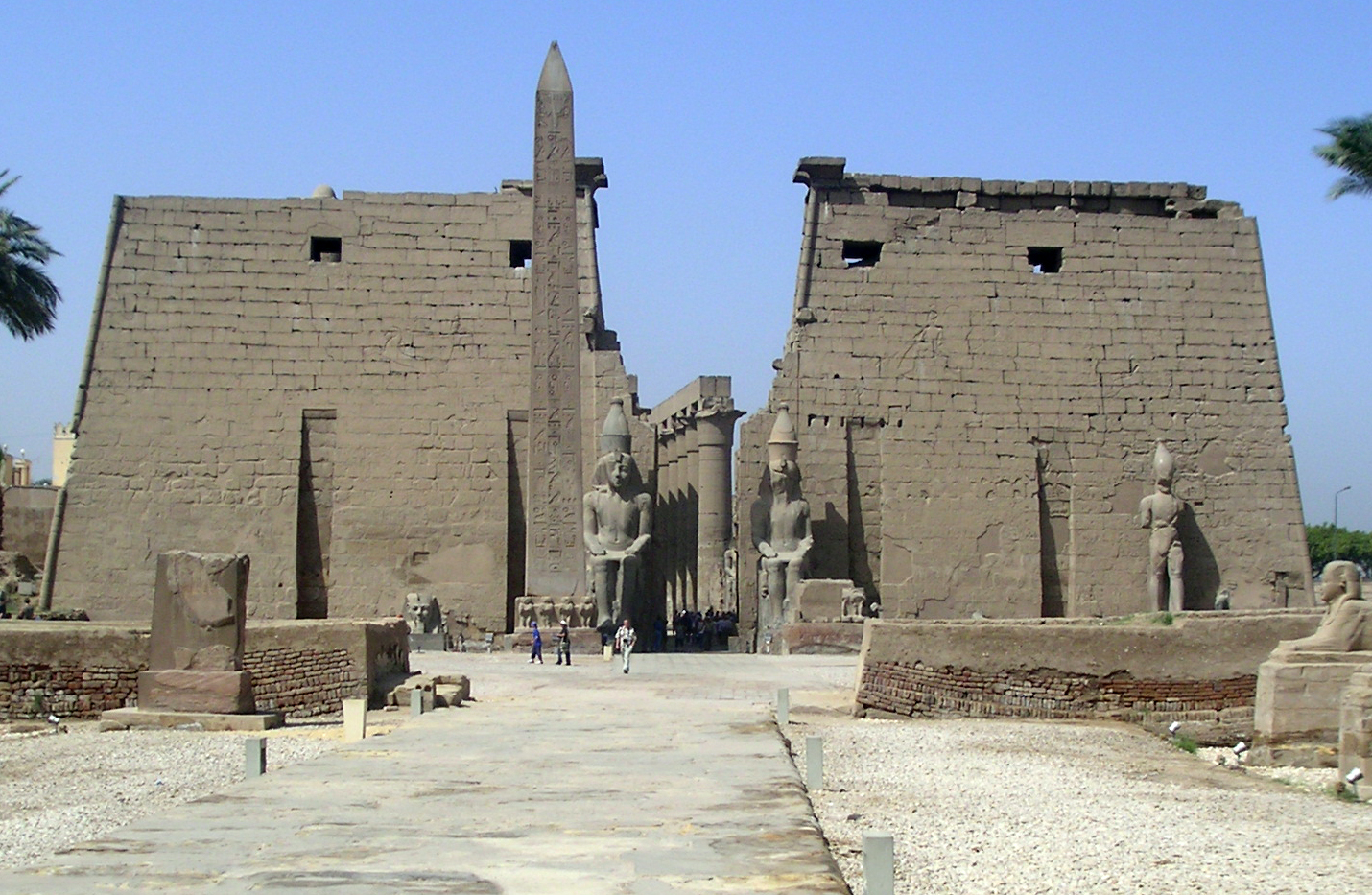
A pülónok

A templomig szfinxekkel szegélyezett sugárút vezet, mely egykor egészen a karnaki templomig ért. Ezt az utat a XXX. dinasztia idején I. Nektanebó újíttatta fel és vette körül szfinxekkel, de már korábban is létezhetett. A templom első pülónját, mely 24 méter magas, II. Ramszesz emeltette. Mint Ramszesz legtöbb építményét, ezt is a kádesi csata és Ramszesz más csatái ábrázolásai díszítik; később más fáraók is felvésették ide győzelmeiket. Előtte eredetileg Ramszesz hat kolosszusa – két ülő, négy álló; mára csak a két ülő maradt meg –, valamint két rózsaszín gránitobeliszkje állt. Az obeliszkek közül az egyiket 1835-ben Párizsba vitték, ahol a Place de la Concorde-on állították föl, a másik, mely több mint 25 méter magas, ma is Luxorban áll. (A két obeliszk nem egyforma magas.)
A templom előtti udvarra a római kori erőd téglafalának kapuján át vezet az út. A falba több korábbi épület is beépült – például egy Taharka korabeli Hathor-kápolna –, melyek már nem léteznek. Az északkeleti sarokban még áll egy Hadrianus által építtetett kis Szerapisz-szentély. Az udvarban egy keresztény templom is épült.

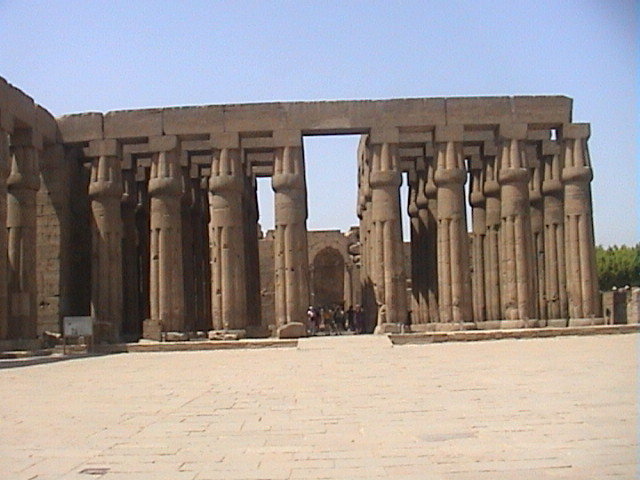
A napudvar

Az udvar déli, a templom felőli oldalát a két monumentális pülón határolja, melyeket II. Ramszesz emeltetett. Egykor négy hatalmas cédrusfa zászlórúd is állt hozzájuk erősítve. A pülónon áthaladva jutunk a szintén Ramszesz által építtetett oszlopos udvarba, melyet minden oldalról két sor papiruszforma oszlop határol. A paralelogramma formájú udvar 57×50,9 méter területű. Belőle nyílik a hármas bárkaszentély, előtte négyoszlopos folyosóval, ezt a III. Thotmesz és Hatsepszut korabeli bárkaszentély helyén építtette újjá II. Ramszesz. Az oszlopos udvar északkeleti részén épült később az a keresztény templom, melyre később a mecset épült.
Az oszlopos udvar déli részének oszlopai közt Ramszesz hatalmas szobrai állnak, lábainál Nofertari kisebb szobrai. A nyugati kolosszus neve Az uralkodók Réje, ezt a nevet Ramszesz több kolosszusa is viselte. Itt áthaladva jutunk a templom régebbi részébe, melyet nagyrészt III. Amenhotep építtetett és még a XVIII. dinasztia uralkodói idején fejeztek be.
A 100 méter hosszú, kétoldalt 7-7 papiruszforma, 19 m magas oszloppal és domborműves fallal szegélyezett széles út, mely a templomot megelőző napudvarhoz vezet, III. Amenhotep uralkodása alatt kezdett el épülni, de a király nem sokkal ezután meghalt. Ehnaton uralkodása alatt nem épült tovább a templom, így a ma látható díszítéseken III. Amenhotepen kívül az oszlopsort befejeztető Tutanhamon alakja jelenik meg. A díszítéseket Ay fejeztette be, mivel Tutanhamon is meghalt, mielőtt teljesen elkészültek volna, nevüket azonban Horemheb a sajátjáéval cserélte fel, így most az ő kártusa látható itt. Az oszlopsor déli végének jeleneteit végül I. Széthi alatt fejezték be. A fal domborművei az Opet-ünnep eseményeit ábrázolják: Ámon érkezését szent bárkáján Karnakból Luxorba, majd visszatérését (a szemközti falon). Az oszlopsor déli végében Ámon és Mut hatalmas ülőszobrai találhatók.

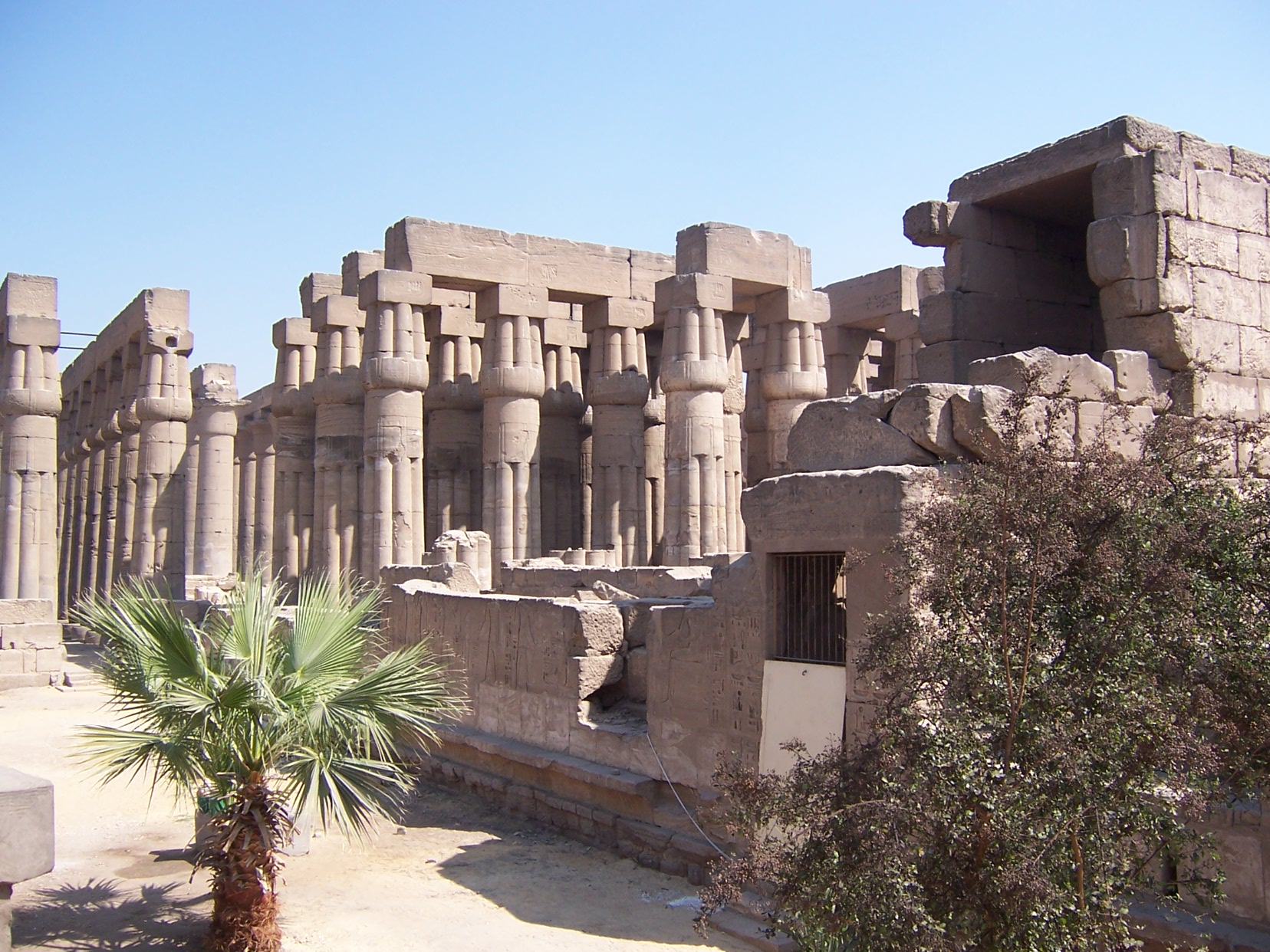
Oszlopok

Az oszlopsor után a 45×56 méteres napudvar nyílik. Ezt III. Amenhotep építtette, és hasonlít halotti templomához – mindkettő optikai illúziót kelt azzal, hogy elöl szélesebb, mint hátul. Déli végében oszlopcsarnokban folytatódik, ez a megjelenések csarnoka (weszkhet hait), mely nyolcszor négy papiruszforma oszlopból áll, teteje mára elpusztult. Falainak díszítése Amenhotepet ábrázolja Théba istenei előtt, valamint a nomoszok megszemélyesített alakjait. Ebből az oszlopcsarnokból egy kisebb csarnok nyílt, mely eredetileg a templom belsejének nyolcoszlopos előcsarnoka volt, és Mut, valamint Honszu kápolnái nyíltak belőle, az itt állomásozó római katonák azonban az istenített császár kultusza kápolnájává alakították át, és eltávolították a szobrokat, déli ajtajából szentélyt alakítottak ki, ahol ma Diocletianust és három társcsászárát ábrázolják a festmények.
Innen négyszögletes csarnokba jutunk, melyben négy oszlop állt. Kelet felé (balra) nyílik belőle az Amenhotep isteni fogantatását és születését bemutató helyiség, melynek díszítési témáját az adja, hogy Ámon teherbe ejti Mutemwia királynét, aki ezután megszüli a leendő fáraót, Amenhotepet. A templomnak ez a része ott épült, ahol a hit szerint maga Ámon született. A négyszögletes csarnokból nyugatra kisebb helyiségek nyílnak. Magát a csarnokot a római időkben stukkóval díszítették; ez volt az a hely, ahol a keresztényüldözések során a helyi keresztények egy utolsó lehetőséget kaptak, hogy megtagadják hitüket és elfogadják a hivatalos vallást.

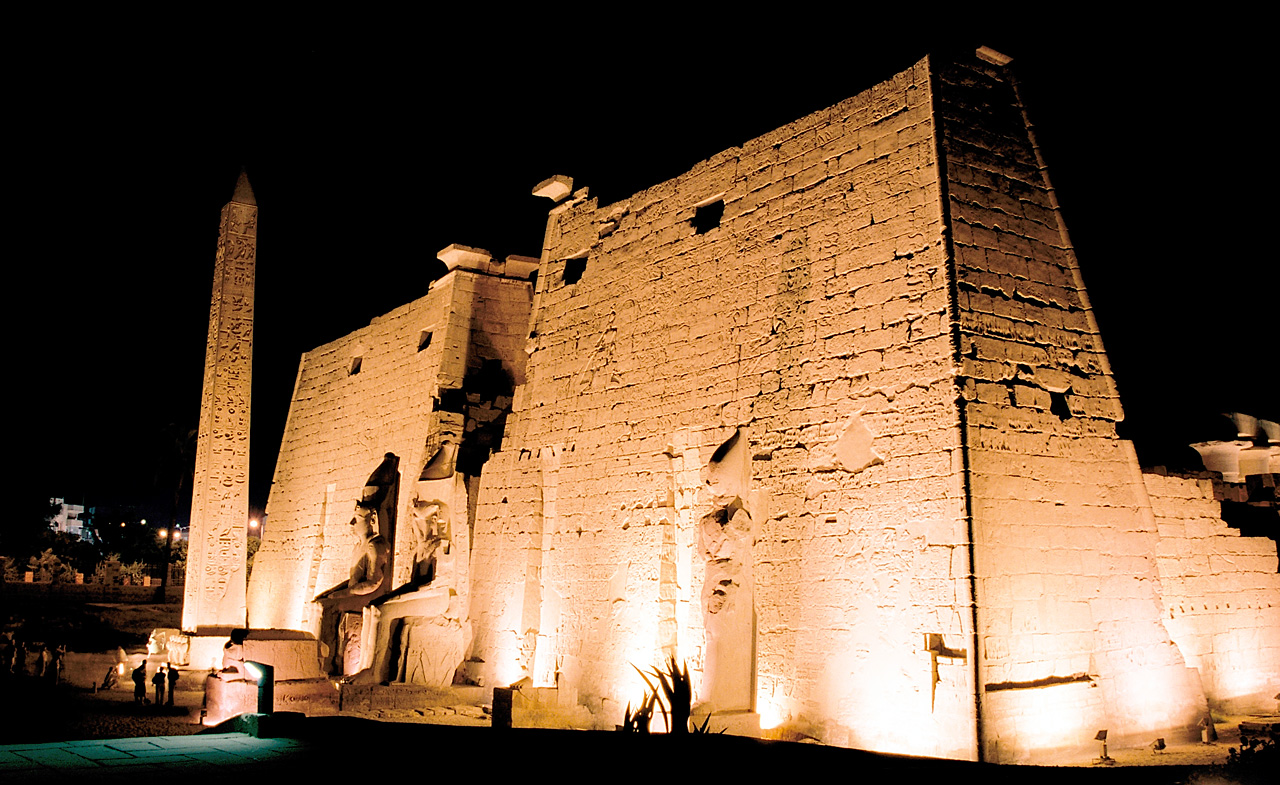
A bejárati pülón éjjel

Továbbhaladva egy újabb négyszögletes csarnokba jutunk, melyben eredetileg szintén négy oszlop állt, ezeknek ma már csak alapjuk látható. Ez egy bárkaszentély volt, melyet később Nagy Sándor átalakíttatott; ma látható díszítései Ámont és a fáraónak öltözött Sándort ábrázolják. Kétoldalt három-három oszlop és négy-négy kisebb helyiség található.
Emögött széles, tizenkét oszlopos csarnok húzódik meg, ez a weszkhet hotep, az áldozatok csarnoka. Gyakran órák csarnokának is nevezik, mert az oszlopok feltehetőleg a nappali órákat jelképezik, a csarnok díszítései ugyanis a bárkákat ábrázolják, melyeken a napisten a nappal és az éjszaka tizenkét órájában halad.
Ezen túl található maga a szentély, ahol az isten hatalmas ülőszobra állt. Körülötte kisebb helyiségek találhatóak. A szentély azon a helyen épült, ahol az egyiptomiak hite szerint a teremtés zajlott.

## Vallási jelentősége
A templom a király isteni ka-lelkének kultuszközpontja volt; az a hely, ahol a királyi hatalom Ámon segítségével évente megújul az Opet-ünnep keretén belül. Az Opet- (vagy Ipet-) ünnepen, melyet Hatsepszut uralkodása alatt rendeztek meg először, megismétlődik a fáraó isteni fogantatása (Hatsepszut uralkodása alatt alakult ki az a vallási nézet, hogy a fáraót maga Ámon nemzette). Az ünnep során Ámon szobrát a szent bárkán Karnakból Luxorba viszik, ahol a belső szentélyben az isten rituálisan egyesül az uralkodó anyjával, aki így ismét életet ad a fáraó kájának. A király a szentélyben eggyé válik újjászületett kájával, és ereje megújul. A templom ábrázolásainak ezek a szertartások adják a témáját.

## Források

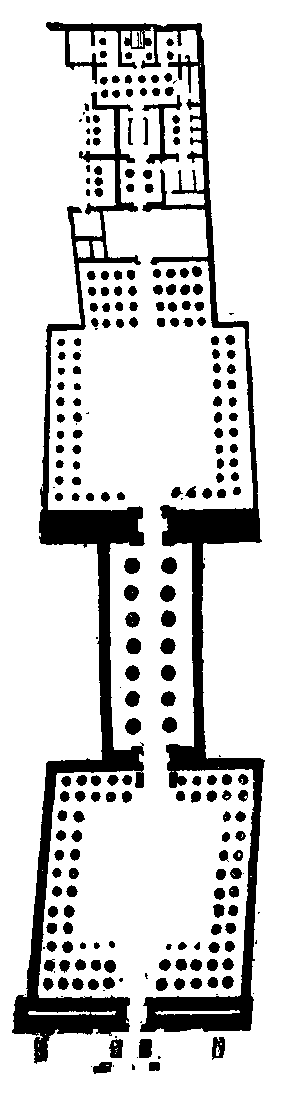
A templom alaprajza

## Külső hivatkozások
- Képgaléria
- Képek
- Képek
- Az UNESCO világörökség honlapja (angolul)
- A luxori templom a piramisok.hu-n (angolul)
- Virtuális túra Luxornál